# あなたに会えてよかった
「あなたに会えてよかった」（あなたにあえてよかった）は、小泉今日子の32枚目のシングル。1991年5月21日にビクター音楽産業からリリースされた。表題曲は小泉が田村正和と父子役で出演したTBS系ドラマ『パパとなっちゃん』の主題歌となった。

## 背景
小泉自身が手がけた歌詞はリリース当時、交際相手との破局といった自身の恋愛経験が元になっていると言われていたが、2017年5月に放送されたTBSラジオ『伊集院光とらじおと』にゲスト出演した際、父・信廣氏を念頭に作詞したものであったことを明らかにした。
2022年4月3日にABEMAで生配信された『7.2 新しい別の窓 #49』にゲスト出演した際、他の出演者が回答者になり、小泉が自身のアイドルヒストリーをクイズ形式で語るコーナーの中で、「あなたに会えてよかった」について「ある人への想いを歌詞にした」という問いの答えとして「主題歌となったTBS系ドラマ『パパとなっちゃん』が男手ひとつで大事に育てた娘が結婚する日までの話で、父親との別れがテーマだったので、「別れの曲にしよう」と決めて、父親役であった田村正和さんを恋人と思って書いたらこうゆう恋愛ソングになりました」と語った。その際「ある人」は「みなさんがよく知っている人」というヒントが出されていたこと、出演者の一人である草彅剛が「父では?」と答えたが正解ではなかったこと、恋人に置き換えて作詞したこと等を考えると、2017年5月にゲスト出演したTBSラジオ『伊集院光とらじおと』で「恋人に対する歌って、歌詞ではそうなっていますけど、私はお父さんを思って書いたのを覚えています」と語った際の「お父さん」とは「実の父親」という意味ではなく「父親役の田村正和」であると思われる。

## チャート成績
オリコンチャートでは11作目となる1位を獲得、ミリオンセラーを記録し、自身最大のヒット曲となった。オリコン週間チャートでは1位を通算6回を獲得している。しかし、この曲以降は1位から遠ざかっている。累計売上は105.4万枚（オリコン調べ）。累計出荷枚数は158万枚。

## 収録曲
全作詞：小泉今日子
1. あなたに会えてよかった（4分06秒）
作曲・編曲：小林武史
2. 最後のKiss（4分56秒）
作曲・編曲：EBBY／ホーン・アレンジ：村田陽一
3. あなたに会えてよかった（オリジナル・カラオケ）
4. 最後のKiss（オリジナル・カラオケ）

## カバー
- 中森明菜：1993年7月4日放送の『ミュージックフェア』（フジテレビ系列）に出演した際、同曲と鈴木聖美 with Rats&Starの『ロンリーチャップリン』をメドレー形式でカバー。
- 篠原ともえ：1997年7月26日放送FNS27時間テレビ 『LOVE LOVE あいしてる』 生放送（フジテレビ系列）にてカバー。
- AMON（AMON meets BBBB）：ミニアルバム『FUNK IT UP』（2001年）に収録
- 冬馬由美：オムニバスアルバム『片思い』（2003年）に収録
- NapsaQ：アルバム『NapsaQ〜青春ソングリクエストアルバム〜』（2006年）収録
- 山崎まさよし：アルバム『COVER ALL HO!』（2007年）に収録
- 青山テルマ：アルバム『DIARY』（2008年）に収録
- 稲垣潤一：アルバム『男と女3 -TWO HEARTS TWO VOICES-』（2010年）収録。島谷ひとみとのデュエット
- 平井堅：CD化はされていないが、ライブ「Ken's Bar」でカバー。
- 辛島美登里：アルバム『Cashmere』（2017年）に収録。
- 森七菜：デビューシングル『カエルノウタ』のカップリング（2020年1月15日）[6]